# August Sanders
August Sanders (* 31. Dezember 1809 in Fürstenberg; † 16. Januar 1881 in Hamburg) war ein deutscher Kaufmann, Gründer des Handelshauses August Sanders & Co,  1859 Präses der Handelskammer Hamburg und 1859 bis 1865 Mitglied der Hamburger Bürgerschaft.

## Familie
August Sanders stammte aus einer jüdischen Kaufmannsfamilie aus Mecklenburg-Strelitz. Sein Vater Michael(is) Sanders erhielt 1804 eine Handelskonzession in Fürstenberg, welche aber 1844 Augusts Bruder Leopold übernahm. August heiratete am 24. November 1843 Theresia Reichenheim (1823–1901), Tochter des Kaufmanns Nathanael Reichenheim (1776–1852) und der Zipora Reichenheim, geb. Lippert (1785–1858). Sein Schwager war der Unternehmer und Reichstagsabgeordnete Leonor Reichenheim. Aus der Ehe mit Theresia gingen drei Söhne hervor: Ludwig (1844–1927), Hermann (1847–1924) und Eduard (1849–1926). Sein Sohn Ludwig übernahm nicht nur das Geschäft, sondern war auch von 1880 bis 1910 selbst Abgeordneter der Hamburger Bürgerschaft.

## Leben
August Sanders absolvierte 1823 eine Kaufmannslehre in Hamburg und gründete dort bereits 1831 eine eigene Firma, die nach dem Eintritt seines Bruders Julius 1832 unter dem Namen "August Sanders & Co. am Alten Wall 64 firmierte. Im Januars 1844 entschlossen sich die Brüder zur Gründung einer Handelssozietät ("Sanders Brothers") im schottischen Glasgow.

### Karriere in der Handelskammer
Am 31. Dezember 1853 wurde er als erster jüdischer Vertreter in die Hamburger Kommerzdeputation gewählt und gehörte dieser bis 1859 an. Er wirkte zunächst 1854 bis 1855 in der Zoll- und Akzisedeputation, 1856 in der Deputation für Maße und Gewichte und der Postverwaltungsdeputation, 1857 bis 1858 in der Deputation für Schifffahrt und Handel und 1858 bis 1859 in der Bankdeputation. Von 1856 bis 1859 war er zudem Mitglied der Behörde für Auswanderwesen. In der Wirtschaftskrise von 1857 wurde er einer von zehn Mitgliedern der Rats- und Bürgerschaftskommission zur Beratung über die Errichtung einer Staatsdiskontokasse. 1858 fungierte er als Sachverständiger vor dem Senatsausschuss des Britischen Unterhauses zur Untersuchung der Zollerhebung der Stadt Stade. 1859 wurde Sanders für ein Jahr Präses der Kommerzdeputation. Von 1875 bis 1879 stand er der Kommerzdeputation noch einmal als Altadjungierter zur Verfügung.

### Mitglied der Hamburger Bürgerschaft
Als einer von sechzehn Hamburger Persönlichkeiten unterzeichnete Sanders den Aufruf für die „Tonhallenversammlung“ am 22. Januar 1859, welche der 1850 von der Verfassungsgebenden Versammlung in Hamburg beschlossenen, aber nicht in Kraft gesetzten Verfassung, zum Durchbruch verhelfen sollte.  Er selbst wurde 1859 in den ersten allgemeinen Wahlen für den 8. Bezirk in die neue Hamburger Bürgerschaft gewählt und wirkte dort als Mitglied im zentralen 20-köpfigen Bürgerausschuss. Hier beteiligte er sich insbesondere an der Entstehung des Berichts über die Einführung einer Einkommenssteuer.

### Weitere Ehrenämter
1848 war Sanders Mitgründer des Hamburgischen Vereins für Handelsfreiheit und wirkte dort bis 1861 als Vorstandsmitglied. 1855 gehörte er zum Komitee, welches beim Senat der Stadt Hamburg die Gründung der  Norddeutschen Bank beantragte. Die Kommerzdeputation benannte daraufhin 1856 Sanders und sein Handelshaus für den Verwaltungsrat der neuen Bank, dem er bis zu seinem Tod 1881 angehörte. Danach nahm sein Sohn Ludwig das Mandat wahr.  In der am  26. Juli 1857 gegründeten Norddeutschen Versicherungsgesellschaft fungierte er als geschäftsführender Direktor.